# Lバンド

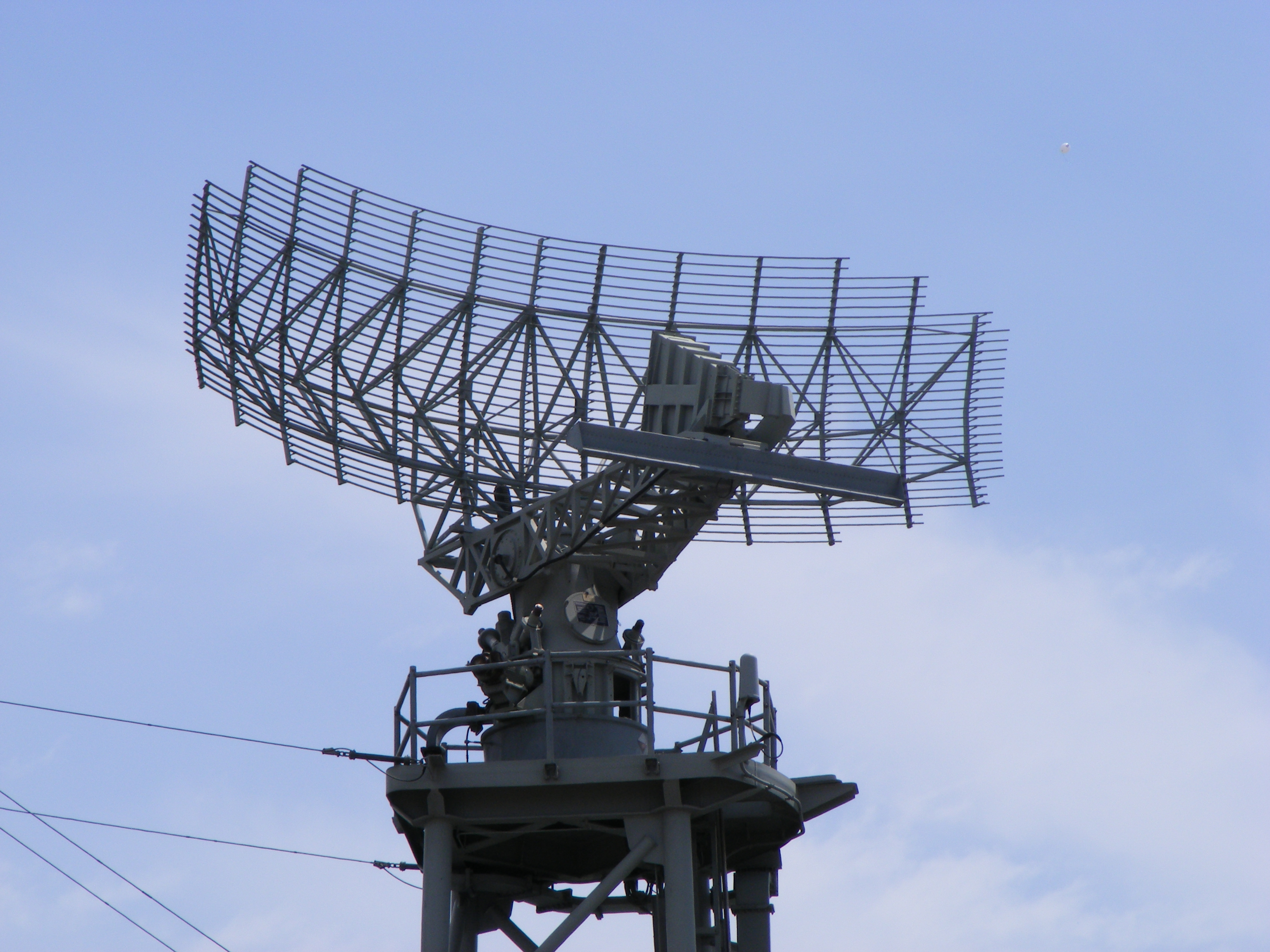
AN/SPS-49。Lバンドを利用する対空捜索レーダー。

Lバンド（L帯とも、英語: L-band）は、マイクロ波の周波数帯域の一つ。1GHz帯（0.5 - 1.5GHz; 波長200 - 600mm）の極超短波（UHF）にあたり、主にレーダーや衛星電話、携帯電話、地球観測衛星の合成開口レーダー（SAR）などで利用されている。
多くの場合、帯域呼称は第二次世界大戦中の技術革新に応じて場当たり的に設定されていたが、Lバンドについては当時から現在に至るまで同じ周波数帯がこう称されている。なお「Lバンド」の語源は波長の「Long」とされている。
Lバンドを利用する機器の例
・衛星測位システム 一部はSバンドに対応しているものもある
- レーダー
  - J/FPS-5
  - OPS-14
  - OPS-24
  - PALSAR
  - PALSAR-2
- 通信機
  - 800MHz帯
  - 1200MHz帯アマチュア無線
  - インマルサット